# Teegalapahad
Teegalapahad é uma vila no distrito de Adilabad, no estado indiano de Andhra Pradesh.

## Demografia
Segundo o censo de 2001, Teegalapahad tinha uma população de 33 070 habitantes. Os indivíduos do sexo masculino constituem 51% da população e os do sexo feminino 49%. Teegalapahad tem uma taxa de literacia de 64%, superior à média nacional de 59,5%: a literacia no sexo masculino é de 71% e no sexo feminino é de 55%. Em Teegalapahad, 11% da população está abaixo dos 6 anos de idade.